# Víctor Valverde
|  | Aquest article tracta sobre l'actor mataroní afincat a Madrid. Si cerqueu el futbolista figuerenc, vegeu «Víctor Valverde da Silva». |

Carmel Valverde i Mellado, conegut artísticament com a Víctor Valverde (Mataró, 23 de març de 1938), és un actor de cinema, televisió i teatre català, instal·lat des de fa molts anys a Madrid. També fa doblatge de pel·lícules.

## Trajectòria
S'inicia en la interpretació amb tan sols setze anys treballant en grups de teatre aficionat a Catalunya. El 1956 s'instal·la a Barcelona, iniciant estudis en l'Institut del Teatre i debutant sobre les taules amb l'obra Anna Christie. En els següents anys participa en diversos muntatges a Catalunya, entre altres a Gigi al costat de Núria Espert, fins que el 1959 es trasllada a Madrid.
A la capital la seva carrera es desenvolupa compaginant cinema, teatre i televisió. Sobre els escenaris participa en aclamats muntatges com Medida por medida i El rey Lear (1967), ambdues de William Shakespeare Cuarenta quilates, Un domingo en Nueva York, El zapato de raso (1965), de Paul Claudel, El rufián castrucho (1968), de Lope de Vega, Pato a la naranja (1972), de William Douglas-Home, Historias íntimas del Paraíso (1978), de Jaume Salom i Vidal, Numancia (1966), de Miguel de Cervantes, Las mocedades del Cid (1968), de Guillem de Castro, Medida por medida (1969), de William Shakespeare, Marta la piadosa (1973), de Tirso de Molina, Salvad a los delfines (1979), amb direcció de José Luis Alonso Mañés, La vieja señorita del paraíso (1980), Isabel reina de corazones (1983), de Ricardo López Aranda, Usted puede ser un asesino (1994), d'Alfonso Paso, Un marido ideal (1996), d'Oscar Wilde, La heredera (1997), de Ruth i August Goetz o La loba (2012), de Lillian Hellman.
La seva trajectòria al cinema li porta a treballar sota les ódenes de directors com Josefina Molina, José Luis Sáenz de Heredia, Mario Camus, Manuel Gutiérrez Aragón, Pilar Miró o José Luis Garci en una carrera que no obstant això no ha estat massa prolixa. Entre els títols en els quals va participar figuren Margarita se llama mi amor (1961), El corazón del bosque (1979), Gary Cooper, que estás en los cielos (1980) o Sesión continua (1984).
En 1983 fou nominat al Fotogramas de Plata com a millor actor per la seva actuació a Hablamos esta noche.
Per contra, el mitjà televisiu ho ha freqüentat amb molta més profusió des dels anys seixanta i gairebé en exclusiva en l'última etapa de la seva carrera. Finalment, s'ha dedicat també al doblatge de pel·lícules i sèries de televisió.
Està casat amb l'actriu Pilar Puchol i tenen un fill nascut en 1966. El 2004 va cursar estudis d'Història a la Universitat Autònoma de Madrid.

## Trajectòria en TV
| - Planta 25 (2006-2007) - El cor de la ciutat - 16 juliol de 2006 - El Comisario - Palabra de honor (3 de març de 2006) - Un paso adelante - Salta (19 de novembre de 2003) - Gente de fiar (4 de maig de 2004) - Juego de damas (11 de maig de 2004) - ¿Se puede? (2004) - Hospital Central - Háblame de Andrea (1 d'octubre de 2003) - Paraíso - La cigüeña no vino de París (6 de setembre de 2001) - La ley y la vida (2000) - Historias del otro lado - Luciérnagas (24 de gener de 1996) - Dual (21 de febrer de 1996) - El súper (1996-1998) - Yo, una mujer (1996) - Rosa (1995) - Los ladrones van a la oficina - Desamor, desencanto y desenfreno (1 de gener de 1995) - Farmacia de guardia - Campanas de boda (24 de juny de 1993) - Como una sílfide (9 de desembre de 1993) - Primera función - Melocotón en almíbar (12 de gener de 1989) - El caso de la señora estupenda (23 de març de 1989) - Un, dos, tres... responda otra vez - El teatro (20 de juliol de 1987) - Clase media (1987) - La comedia musical española - La Cenicienta del Palace (3 de desembre de 1985) - El sobre verde (24 de desembre de 1985) - Que usted lo mate bien - La agencia (10 d'abril de 1979) - Los Mitos - Nora (22 de febrer de 1979) - Mujeres insólitas - La Sierpe del Nilo (1 de març de 1977) Marco Antonio - Música y estrellas - 21 d'agost de 1976 - Libros, Los - El Jayón (28 de juny de 1976) - Noche de teatro - Irma, la Dulce (26 d'abril de 1974) - Águila de blasón (17 de maig de 1974) - Historias de Juan Español - Juan Español, celoso (13 de setembre de 1972) - Ficciones - El misterio de la carretera de Cintra (2 de març de 1972) - El número 17 (24 de novembre de 1973) - El jardín de los hipopótamos (5 de novembre de 1981) - Teatro de siempre - El burgués gentilhombre (2 de febrer de 1967) - El abanico de Lady Windermere (3 de novembre de 1967) - La salvaje (5 de gener de 1970) - Intriga y amor (9 de febrer de 1970) - De fuera vendrán que de casa nos echarán (13 de juliol de 1970) - Don Juan y Fausto (17 d'agost de 1970) - El hombre sin cuerpo (30 de juny de 1971) - Los empeños de una casa (27 de març de 1972) | - Las doce caras de Juan - Cáncer (4 de novembre de 1967) - Tauro (11 de novembre de 1967) - Aries (2 de desembre de 1967) - Historias de hoy - Una noche en el paraíso (7 de març de 1967) - Estudio 1 - Cena de Navidad (21 de desembre de 1966) - La herida del tiempo (18 de gener de 1967) - Nocturno (27 de setembre de 1967) Armando - El Caballero de Olmedo (29 d'octubre de 1968) - Una mujer cualquiera (7 d'octubre de 1969) - El villano en su rincón (1 de gener de 1970) - El chico de los Winslow (29 de gener de 1970) - Peribañez y el comendador de Ocaña (30 d'abril de 1970) - Romeo y Julieta (1 de gener de 1972) Teobaldo - ¿Quiere usted jugar con mi? (26 de maig de 1972) - El rayo (4 d'agost 1972) - Pleito familiar (9 de juny de 1975) Ricardo - Marta, la piadosa (22 de desembre de 1975) Felipe - Deseada (16 de febrer de 1978) Pedro - La plaza de Berkeley (9 de desembre de 1979) - Atrévete, Susana (13 d'abril de 1980) - Salsa picante (18 de maig de 1980) - La moza del cántaro (9 de gener de 1981) Don Juan - La pechuga de la sardina (19 de febrer de 1982) - Telecomedia de humor - Hay otros hombres (11 de desembre de 1966) - Con la vida del otro (22 de gener de 1967) - Tengo un libro en las manos - Santes Creus (15 de setembre de 1966) - Hermenegildo Pérez, para servirle - Ojos que no ven (9 de setembre de 1966) - Encuentros, Los - La estrella de cinco puntas (23 de juliol de 1966) - Metáfora de soledad (27 d'agost de 1966) - Novela - El hombre del cuadro (25 de maig de 1964) - Leopoldo (26 de juliol de 1965) - La casa de la Troya (20 de desembre de 1965) - Orgullo y prejuicio (25 d'abril de 1966) - Concierto para un vagabundo (20 de juny de 1966) - Los candelabros del emperador (19 de setembre de 1966) - El alba y la noche (10 d'octubre de 1966) - El retrato (23 de juny de 1969) - Aguas estancadas (30 de juny de 1969) - Enrique de Legardere (26 de juliol de 1971) - El diamante luna (29 de novembre de 1971) - Persuasión (14 de febrer de 1972) - Romance en noche de lluvia (27 de novembre de 1972) - La feria de las vanidades (23 d'abril de 1973) - La casa de las locas (21 de gener de 1974) - Selma Lagerlöf (29 de juliol de 1974) - El secreto (30 de setembre de 1974) - La pródiga (6 d'octubre de 1975) Guillermo - Los oscuros domingos (9 de maig de 1977) - BelAmi (18 de setembre de 1978) George - Primera Fila - Eran tres (29 d'abril de 1964) - Historias de mi barrio - La ventana y la guerra (29 d'abril de 1964) |

## Filmografia
- 1962. Trigo limpio. Director: Ignacio F. Iquino
- 1962. La ruta de los narcoticos. Director: Josep Maria Forn
- 1962. Trampa mortal. Director: Antonio Santillán
- 1962. Senda torcida. Director: Antonio Santillán.
- 1963. Crimen.
- 1963. José María.
- 1963. Los farsantes.
- 1965. La familia y uno más.
- 1973. Vera, un cuento cruel.
- 1974. Onofre. Director: José Luis Delgado
- 1975. Sensualidad. Director: Germán Lorente
- 1980. Gary Cooper, que estás en los cielos. Directora: Pilar Miró
- 1982. Hablamos esta noche. Directora: Pilar Miró.
- 1984. Sesión continua. Director: José Luis Garci
- 1994. Cuernos de mujer.